# Montanhas de Hida
As montanhas de Hida (em japonês 飛騨山脈 Hida Sanmyaku), ou Alpes setentrionais (北アルプス Kita Arupusu), são uma cordilheira japonesa, que atravessa as províncias de Nagano, Toyama e Gifu.

## Montanhas

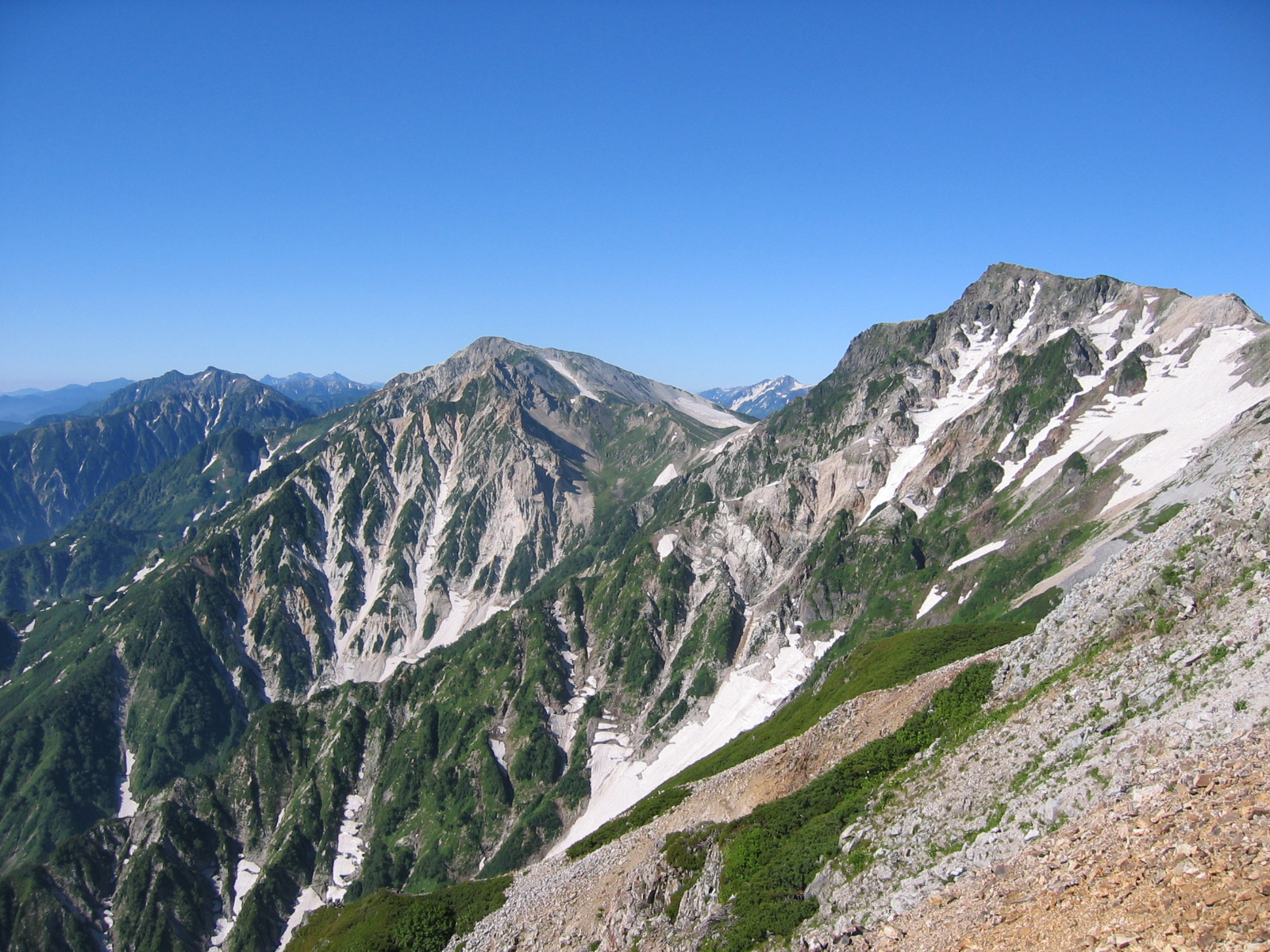
Shirouma

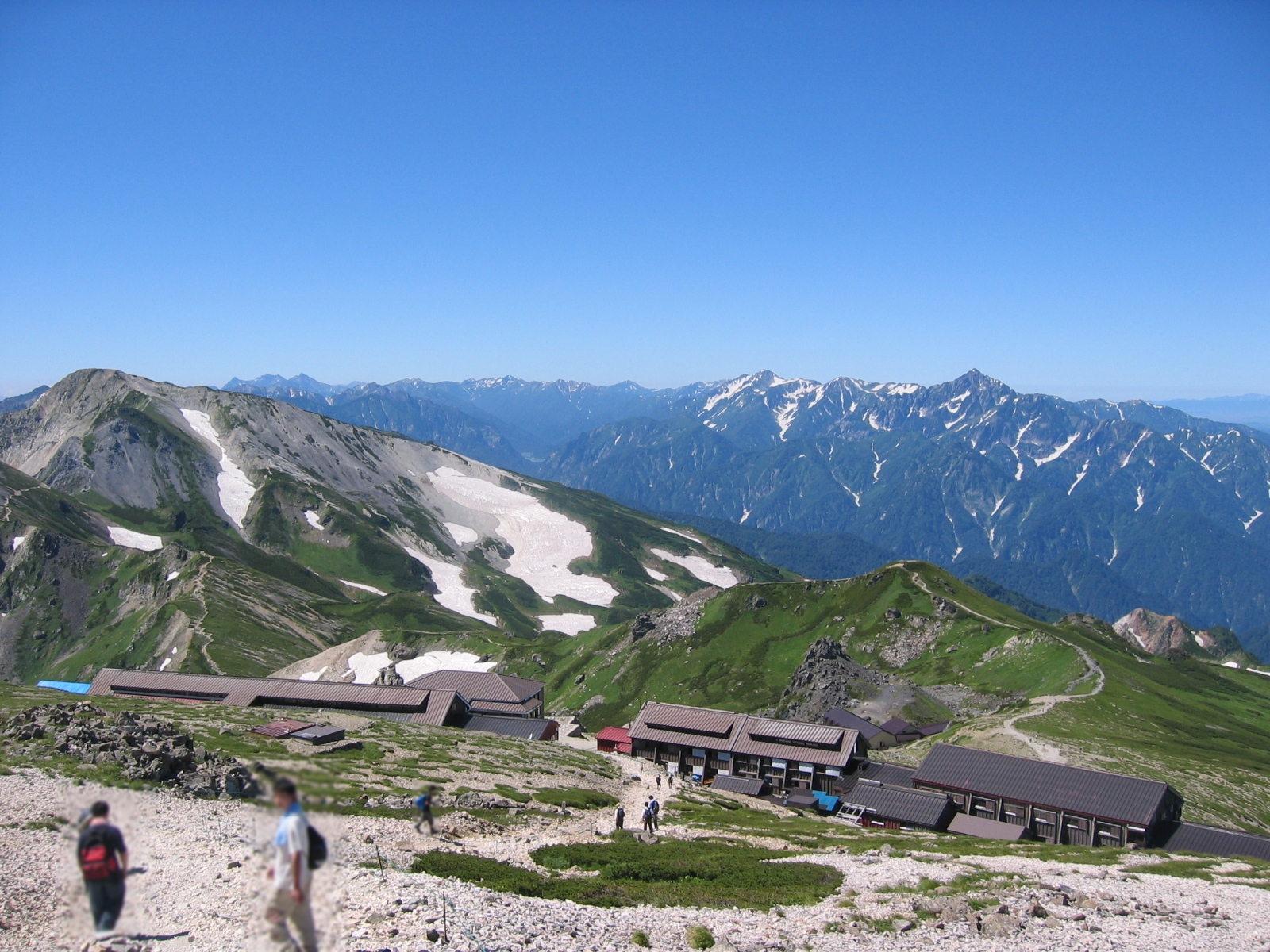
Tateyama

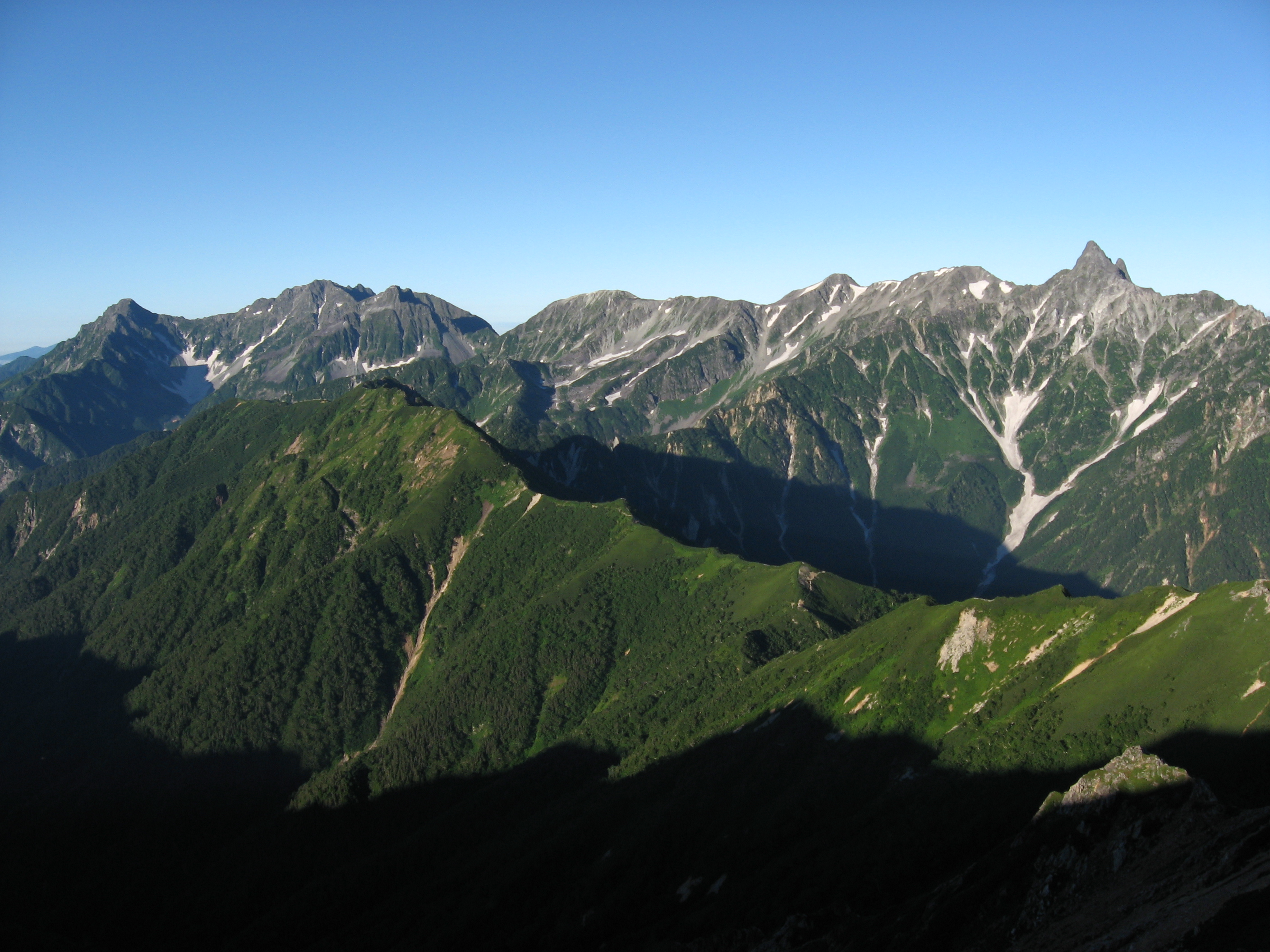
Yari-Hotaka

- Shiroumadake (2932 metros)
- Kashima-yarigatake (2889 m)
- Monte Tateyama (3015 m)
- Tsurugidake (2999 m)
- Nogushigorodake (2924 m)
- Yarigatake (3180 m)
- Hotakadake (3190 m)
- Norikuradake (3026 m)
- Ontakesan (3067 m)